# Automazione della progettazione elettronica
Automazione della progettazione elettronica (in acronimo EDA dall'inglese electronic Design Automation) è la categoria di strumenti per progettare e produrre sistemi elettronici, dai circuiti stampati ai circuiti integrati, a volte chiamata ECAD (electronic computer-aided design). Il termine viene usato per indicare vari strumenti, quali CAE (computer-aided engineering), CAD (computer-aided design) e CAM (computer-aided manufacturing) specifici del settore dell'elettronica.
L'EDA ha guadagnato importanza crescente con l'affermazione della tecnologia dei semiconduttori come ad esempio la programmazione di funzioni all'interno di FPGA.